# Dictyotus caenosus
Dictyotus caenosus är en insektsart som först beskrevs av John Obadiah Westwood 1837.  Dictyotus caenosus ingår i släktet Dictyotus och familjen bärfisar. Inga underarter finns listade i Catalogue of Life.